# Episodi di The Mick (prima stagione)
La prima stagione della serie televisiva The Mick è stata trasmessa negli Stati Uniti d'America per la prima volta dall'emittente Fox dal 1º gennaio al 2 maggio 2017.
In Italia, la stagione è andata in onda in prima visione satellitare su Fox Life, canale a pagamento della piattaforma Sky, dal 28 febbraio 2017 al 16 maggio 2017.
| n° | Titolo originale | Titolo italiano         | Prima TV USA     | Prima TV Italia  |
| -- | ---------------- | ----------------------- | ---------------- | ---------------- |
| 1  | Pilot            | Zia Micky               | 1º gennaio 2017  | 28 febbraio 2017 |
| 2  | The Grandparents | Amiche                  | 3 gennaio 2017   | 7 marzo 2017     |
| 3  | The Buffer       | Buffet                  | 10 gennaio 2017  | 14 marzo 2017    |
| 4  | The Balloon      | Condom                  | 15 gennaio 2017  | 21 marzo 2017    |
| 5  | The Fire         | Il fumo fa male         | 17 gennaio 2017  | 28 marzo 2017    |
| 6  | The Master       | Il buon partito         | 24 gennaio 2017  | 4 aprile 2017    |
| 7  | The Country Club | Country club            | 31 gennaio 2017  | 11 aprile 2017   |
| 8  | The Snitch       | Il migliore             | 7 febbraio 2017  | 18 aprile 2017   |
| 9  | The Mess         | Il segno del comando    | 14 febbraio 2017 | 18 aprile 2017   |
| 10 | The Baggage      | Reincarnazione          | 21 febbraio 2017 | 25 aprile 2017   |
| 11 | The New Girl     | La ragazza nuova        | 28 febbraio 2017 | 25 aprile 2017   |
| 12 | The Wolf         | Il destino della pecora | 21 marzo 2017    | 2 maggio 2017    |
| 13 | The Bully        | L'ordine delle cose     | 28 marzo 2017    | 2 maggio 2017    |
| 14 | The Heater       | Il segno                | 4 aprile 2017    | 9 maggio 2017    |
| 15 | The Sleepover    | Pigiama party           | 11 aprile 2017   | 9 maggio 2017    |
| 16 | The Implant      | La protesi              | 25 aprile 2017   | 16 maggio 2017   |
| 17 | The Intrude      | Senza prezzo            | 2 maggio 2017    | 16 maggio 2017   |

## Zia Micky
- Titolo originale: Pilot
- Diretto da: Randall Einhorn
- Scritto da: Dave Chernin e John Chernin

### Trama
L'irresponsabile Mackenzie "Mickey" Murphy giunge in Connecticut a far visita alla sorella Poodle, una donna assai benestante. Poco dopo, tuttavia, Poodle e il marito Christopher vengono arrestati dall'FBI perché accusati di frode ed evasione fiscale. Dunque la donna chiede a Mickey di badare ai suoi figli, promettendole in cambio il tanto bramato aiuto economico destinato alla realizzazione di un suo progetto. Mickey si scontra immediatamente con la primogenita Sabrina e la vicina Liz, offre cattivi consigli a Chip e causa, benché in modo involontario, una reazione allergica nel piccolo Ben. Appena si accorge di non essere in grado di fare il genitore, viene contattata da Poodle la quale la invita a prolungare il suo soggiorno dal momento che deve lasciare il Paese.

## Amiche
- Titolo originale: The Grandparents
- Diretto da: Randall Einhorn
- Scritto da: Dave Chernin e John Chernin

### Trama
Mickey decide di tornare a casa sua nel Rhode Island insieme alla domestica della sorella Alba, affidando i ragazzi alla loro austera nonna paterna. Tuttavia, la donna si vede costretta a ripresentarsi a Greenwich dal momento che lo strozzino del compagno Jimmy fa loro visita.

## Buffet
- Titolo originale: The Buffer
- Diretto da: Todd Biermann
- Scritto da: Laura Chinn

### Trama
Mickey viene a sapere che Sabrina non utilizza alcun tipo di protezione durante i rapporti con il fidanzato Kai. Dopo diversi tentativi falliti per cercare di far cambiare concezione alla ragazza, Mickey e Alba collaborano per indurla a pensare che sia incinta. Nel frattempo, Chip vuole conquistare una ragazza a scuola, accettando un cattivo consiglio da parte di Jimmy.

## Condom
- Titolo originale: The Balloon
- Diretto da: Randall Einhorn
- Scritto da: Scott Marder

### Trama
Avendo dimenticato il compleanno di Ben, Mickey e il resto della famiglia decidono di organizzargli una festa. Jimmy ingaggia un talentuoso clown che è però tossicodipendente, mentre Sabrina e Chip affittano un pony per il loro fratello. Tuttavia Chip non riesce a domarlo e viene trascinato lungo tutto il quartiere dall'animale. Nonostante le complicanze, alla fine il party viene particolarmente apprezzato da Ben.